# Rosa Rosanova
Rosa Rosanova (23 de junio de 1869-29 de mayo de 1944) fue una actriz de cine y teatro nacida en Rusia. Apareció en numerosas películas estadounidenses como actriz principal o secundaria durante las décadas de 1920 y 1930.

## Biografía
Nacida en Rusia, Rosanova terminó sus estudios a los 16 años en Moscú. Como actriz, realizó giras con la compañía de repertorio Svatloff en Rusia, y en 1906 viajó a Estados Unidos de gira con la compañía Orlanoff. Emigró a Estados Unidos algún tiempo antes de la Revolución Rusa.
Al igual que Vera Gordon, Rosanova representó con frecuencia a madres judías en las primeras películas mudas estadounidenses. Rosanova protagonizó este tipo de personaje en Hungry Hearts (1922), His People (1925) y Lucky Boy (1929). En un perfil de 1929, el Santa Ana Register describió la actuación de Rosanova en Hungry Hearts como "una poderosa caracterización que fue la actuación más destacada del cine".
En su libro You Never Call! You Never Write!: A History of the Jewish Mother, Joyce Antler describe a Rosanova como "una estrella del yiddish".

## Filmografía seleccionada

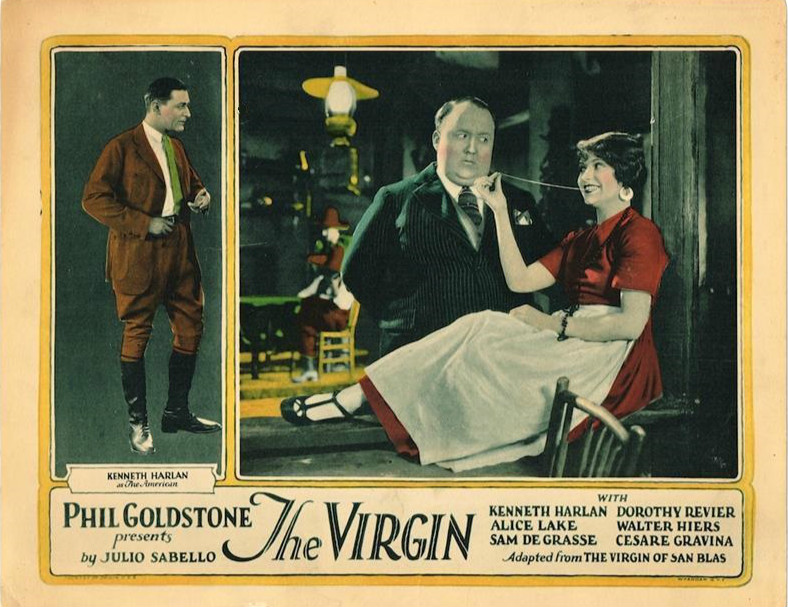

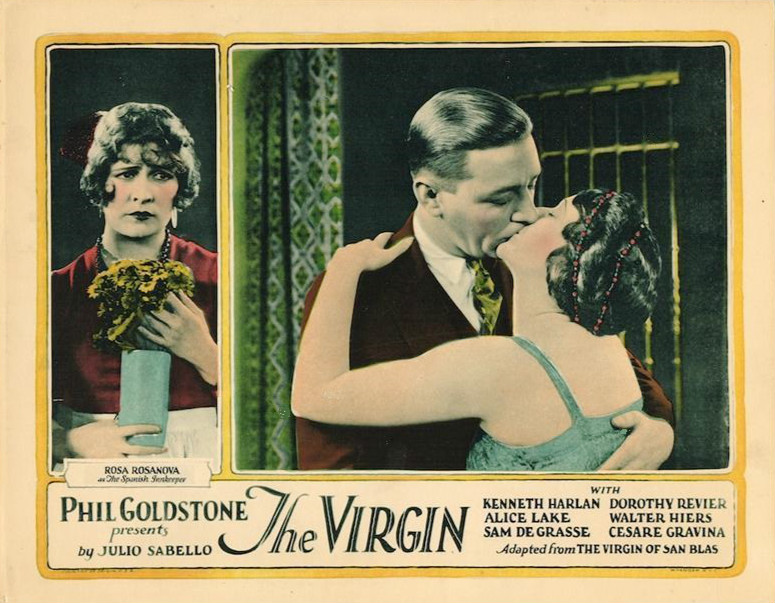

- Just Around the Corner (1921) como Mrs. Finshreiber
- Hungry Hearts (1922)[6]
- Blood and Sand (1922) como Señora Angustias
- The Wandering Jew (1923)[7]
- Fashion Row (1923) como Mama Levitzky
- The Gentleman from America (1923) como Old Inez
- The Lover of Camille (1924) como Madame Rabouir
- The Virgin (1924) como La viuda
- When a Girl Loves (1924) como Ferdova
- A Woman's Faith (1925) como Delima Turcott
- His People (1925)[3]
- God Gave Me Twenty Cents (1926)
- Jake the Plumber (1927) como Mrs. Levine
- Pleasure Before Business (1927) como Sarah Weinberg
- The Shamrock and the Rose (1927) como Mrs. Cohen
- Abie's Irish Rose (1928) como Sarah
- The Younger Generation (1929) como Tilda (Ma) Goldfish
- Lucky Boy (1929) como Mamma Jessel
- After Tomorrow (1932)[8]
- Pilgrimage (1933)[9]
- Fighting Hero (1934) como tía J